# Jason van Duiven
Jason van Duiven, né le 24 février 2005 à Almelo aux Pays-Bas, est un footballeur néerlandais qui joue au poste d'attaquant au Lommel SK.

## Biographie

### En club
Né à Almelo aux Pays-Bas, Jason van Duiven est formé par le FC Twente avant de rejoindre en 2018 le PSV Eindhoven avec son frère Robin. En septembre 2020, le jeune attaquant de 15 ans signe un nouveau contrat, le liant au club jusqu'en juin 2023. Avec les U17 du club il se met notamment en évidence lors de la saison 2021-2022 en inscrivant 20 buts et délivrant 9 passes décisives en 17 rencontres.
Le 8 janvier 2024, Jason van Duiven rejoint l'Almere City sous la forme d'un prêt jusqu'à la fin de la saison.
Le 12 août 2024, Jason van Duiven rejoint la Belgique en signant en faveur du Lommel SK pour un contrat de cinq ans, soit jusqu'en juin 2029.

### En équipe nationale
Jason van Duiven est sélectionné avec l'équipe des Pays-Bas des moins de 17 ans pour participer au championnat d'Europe des moins de 17 ans en 2022. Titulaire lors de cette compétition, il marque dès le premier match de groupe face à la Bulgarie le 17 mai, sur un service de Rainey Breinburg. Il contribue ainsi à la victoire de son équipe (1-3 score final). Il se montre également décisif en quarts de finale en marquant un but contre l'Italie, permettant aux siens de s'imposer par deux buts à un. Les Pays-Bas se qualifient ensuite pour la finale du tournoi après leur victoire aux tirs au but face à la Serbie en demie le 29 mai. Van Duiven marque également un but lors de ce match. Il est de nouveau titularisé lors de la finale face à la France le 1er juin 2022 mais son équipe s'incline cette fois par deux buts à un.

## Palmarès
Pays-Bas -17 ans
- Championnat d'Europe -17 ans :
  - Finaliste : 2022.